# ويليام هنري دينسون
ويليام هنري دينسون هو محامي وسياسي أمريكي، ولد في 4 مارس 1846 في Uchee, Alabama ‏ في الولايات المتحدة، وتوفي في 26 سبتمبر 1906 في برمنغهام في الولايات المتحدة. نشط حزبياً في الحزب الديمقراطي. وقد انتخب عضو مجلس النواب الأمريكي ‏.